# Чечора (притока Сожу)
Чечора (біл. Чачора) — річка у Гомельській області Білорусі, права притока Сожу.

## Гідрологія
Довжина річки — 56 км, площа басейну — 551 км², середній ухил водної поверхні — 0,7%.
Середня річна витрата води у гирлі (на околиці міста Чечерська) становить 3,2 м³/сек.
Заплава — завширшки 0,2-0,5 км, осушена, лугова. Ширина річки у верхній течії — 3-6 м, у середній — 7-10 м, у нижній — до 15 метрів.
Головні притоки:
- праві — Дулепа, Любиця;
- ліва — Глибока.

Чечора — не судноплавна річка.
Повінь Чечори — з 2-ї декади березня до 3-ї декади квітня.

## Територія протікання
Чечора протікає Придніпровською низовиною.
Витік річки — на відстані 2 км на північний схід від села Лісова Буда Кормянського району Гомельської області, гирло — на околиці міста Чечерська (також Гомельської області).
У верхів'ї Чечори — низинні береги. Нижче за течією — відкриті схили заввишки 7-10 м, у деяких місцях — до 15 м.
У заплаві річки розташовані меліоративні канали. Також приймає стік з меліоративних каналів.
На річці розташовані місто Чечерськ, водосховище Меркуловичі.